# Крос-медійна журналістика
Крос-медійна журналістика (англ. crossmedia journalism) — передбачає використання більш ніж одного ЗМІ, як аналогового так і цифрового. Контент може транслюватися на різні пристрої, такі як: комп'ютер, мобільний телефон, телевізор. Суть крос-медіа в тому, що один і той же контент може поширюватися по різних платформ.
Термін «крос-медіа» можна вважати синонімом «мультимедійної журналістики», так як вони обидва вказують на створення журналістського продукту як мінімум для двох медіа. 

## Виникнення крос-медійної журналістики
Сучасні технології комунікації і поширення інформації стрімко змінюються. Розвиток інтернету створює новий простір і нові можливості для споживання і популяризації інформаційного продукту.  Текст як одиниця змісту піддається дигіталізації, тобто переноситься в цифровому просторі.
Передумовами для розвитку крос-медійної журналістики стали:
- Занепад «старих медіа» (традиційні газети, радіо, журнали, ТБ стали не єдиними каналами, де можна отримати оперативну, повну інформацію)
- Нові канали комунікацій: цифрові (текст, аудіо, відео), інтернет (вебсторінки, пошта, блоги, RSS і т.д.)
- Поява нових медіа (інтернет-ЗМІ, цифрове мовлення, створення персоналізованого контенту);
- Інтерактивність: статистика відвідуваності дає поняття про те, що бажають люди.  Користувачі (користувачі) можуть брати участь у створенні контенту.

Перші крос-платформи виникли десять років тому в результаті розвитку нових технологій, різкого спаду інтересу до традиційного телебачення і документальному кіно.  У спробі утримати глядача такі прогресивні канали, як британський Channel 4, шведський SVT, франко-німецький Arte, створили свої крос-платформи, а користувачі активно їм у цьому допомагали.

## Рівні крос-медіа
Геррі Хейс виділяв чотири рівні крос-медіа: Crossmedia 1.0, Crossmedia 2.0, Cross -media 3.0 і Crossmedia 4.0.
1. Crossmedia 1.0 -  Pushed  (англ. висувати, штовхати). Однаковий або з незначними варіаціями контент розміщується на різні медіаплатформи в різних форматах.
2. Crossmedia 2.0 - додатковий контент створюється одночасно з основним і поширюється на платформи, які відрізняються від основних і редакційно від них не залежать.
3. Crossmedia 3.0 - автор спеціально структурує історію для різних медіаплатформи з метою посилення впливу на аудиторію.  Контент, розміщений на одній платформі, є своєрідним «містком», який спонукає споживача перейти на іншу медіаплатформи.
4. Crossmedia 4.0 - передбачає нелінійне розподіл контенту між багатьма платформами, створення умов своєрідної гри, коли учасник живе вибираючи власний шлях розвитку історії.  Crossmedia 4.0 об'єднує елементи перших трьох рівнів, є більш динамічним, оскільки автор крос-медійного проекту повинен «жити» в історії разом зі своєю аудиторією і грати з аудиторією на її умовах. [3]

## Наслідки для журналіста
Крос-медійних процеси мають для журналіста кілька вагомих наслідків:
-тепер журналіст повинен навчитися працювати для різних платформ, щоб працюючи з вмістом, запропонувати його і газеті, і інформ-агенції, і телеканалу;
-змінилися вимоги до журналіста.  Обов'язковою є розуміння специфіки адаптації контенту для кожної платформи, вміння працювати з різними цифровими носіями.  Нерідко при цьому доводиться поєднувати ролі автора, фотокора, телеоператора, звукорежисера;
-крос-медійність ЗМІ породжує нові інтегровані жанри такі як  інфотейнмент.  Сьогодні поєднання новини з розвагою або гри з навчанням нікого не здивує, і це тільки початок шляху крос-медійних жанрів. 